# 女のゆめ
「女のゆめ」（おんなのゆめ）は、宮史郎とぴんからトリオの楽曲で、3枚目のシングルである。1973年5月25日に発売。

## 解説
ぴんから女シリーズとしての第三弾目の作品である。売り上げ総数は40.9万枚を超え大ヒットとなった。オリコンヒットチャートでは最高位第二位を獲得、ベスト10位内には8週間に渡ってランクインベスト100位内にも約4か月間ランクインした。この曲がぴんからトリオとしての最後のシングル曲となった。

## 収録曲
- 作詞・作曲：並木ひろし　編曲：甲斐靖文

A面
1. 女のゆめ (4:25)

B面
1. 渡り鳥 (3:55)（歌：宮五郎）